# ТЕС Парошень
ТЕС Парошень — теплова електростанція на заході Румунії в повіті Хунедоара.
Станцію спорудили для забезпечення потреб підприємств вугледобувного району в долині Жіу. Її будівництво почалось в 1953-му, а за три роки став до ладу перший блок з паровою турбіною VK-50-1 потужністю 50 МВт. У 1957 та 1959 роках ввели в експлуатацію ще два енергоблоки такої саме потужності.
У 1964 році на майданчику станції став до ладу блок №4. Його обладнали двома котлами та однією паровою турбіною виробництва Харківського турбогенераторного заводу ПВК-150 потужністю 150 МВт, що на певний час зробило ТЕС Парошень найпотужнішою в країні.
У 1979—1983 роках турбіни перших трьох енергоблоків пройшли модернізацію у теплофікаційні, що надало станції можливість подавати тепло до населених пунктів Лупень, Вулкан, Аніноаса та Петрошань.
У 1989 році блок № 4 вивели з експлуатації для модернізації турбіни у теплофікаційну. Через економічні проблеми цей проект надовго затягнувся і лише в 2007-му році модернізований блок №4 знову став до ладу. Це дозволило вивести з експлуатації перші три блока.
Видача продукції відбувається по ЛЕП, розрахованій на роботу під напругою 110 кВ.